# Llac de Marató
El llac de Marató (en grec: Λίμνη του Μαραθώνα, Limni tou Marathóna o Λίμνη Μαραθώνος, Limni Marathónos) és un dipòsit de subministrament d'aigua que s'ha format a partir de la construcció de la presa de Marató, a la cruïlla del riu Khàradros i Varnavas, prop de la ciutat de Marató, Grècia. Va ser el principal subministrament d'aigua d'Atenes des de la seva entrada en funcionament l'any 1931 fins al 1959. A partir d'aleshores, l'aigua del llac Iliki va començar a estar disponible, mentre que l'aigua de l'embassament de Mornos ho va ser a partir de 1981.
La superfície del llac, a l'altura d'on sobresurt de la presa, és de 2,45 quilòmetres quadrats i la profunditat màxima n'és de 54 metres. El llac concentra aigua d'una conca hidrogràfica de 118 quilòmetres quadrats, amb un drenatge mitjà de 14,4 milions de metres cúbics per any en una mitjana de precipitacions de 580 mm per any. El volum d'entrada mitjana és de 12 milions de metres cúbics per any i la capacitat màxima d'embassament és de 41.000.000 m³ (volum efectiu: 34.000.000 m³).